# Mercedes Pujato Crespo
Mercedes Pujato Crespo (Santa Fe, 1871 - Santa Fe, 19 de octubre de 1954) fue una poetisa, escritora e historiadora argentina. Miembro de una tradicional familia santafesina, es reconocida por sus poemas de profunda inspiración patriótica y también por sus aportes en diversas publicaciones nacionales e internacionales.

## Biografía
Hija del vicegobernador santafesino Cándido Pujato y de Rosario Crespo, nació en una fecha desconocida de 1871, siendo bautizada el 10 de octubre del mismo año en la catedral de la ciudad. Inicio sus estudios en el Colegio de Nuestra Señora del Huerto de Santa Fe y los terminó en el Sagrado Corazón de Capital Federal. Llegó a manejar varios idiomas, logrando tener una amplia cultura artística y literaria.
Comenzaría a publicar sus poemas desde 1899 en las revistas Pirámide y El Correo Argentino de Buenos Aires, bajo el seudónimo de Reina Topacio, y para los diarios santafesinos Unión Provincial y Nueva Época. En ese mismo año, publicó Marina, para el Nueva Época, y Judhit para el diario oficial del Correo Argentino, sus primeros poemas. También formó parte del Consejo Nacional de Mujeres desde su fundación y presidió la comisión de propaganda y prensa de la misma.
La cuestión de la Puna de Atacama llevó a que Argentina y Chile estuviesen a punto de entrar en guerra, por lo cual Mercedes se decidió a fundar Asociación Nacional Pro Patria, de mujeres, el 24 de marzo de 1989, de la que fue presidenta por mucho tiempo. Esta asociación, que tenía como fin reunir fondos para un posible conflicto, desarrolló sedes en casi todas las provincias.
En 1903 publicó su primer libro de poesías, llamado Albores, al cual le seguirían uno de sonetos titulado Flores del campo en 1924; Liropeya, dedicado a Leopoldo Lugones, en 1928; y Días de sol en 1929. También contribuyó a la historia santafesina al publicar el libro La provincia de Santa Fe. Luego, también trabajaría en otras publicaciones de la época, nacionales como la revista Güemes de Salta, e internacionales como en obras de España, Colombia, Guatemala y Uruguay. Falleció el 19 de octubre de 1954 en Santa Fe, a la edad de 83 años.